# Святая великая княгиня Ольга
«Святая великая княгиня Ольга» — подготовительный рисунок (картина) для мозаики храма Воскресения Христова (Спас на Крови) в Санкт-Петербурге, выполненный русским художником Николаем Александровичем Бруни в 1901 году.
Иконы в царских вратах храма отчеканены из серебра на фабрике Хлебникова и исполнены из мозаики по эскизам Н. А. Бруни в мастерской Фроловых.
Кроме того, на пилоне храма находится мозаика «Святые князь Владимир и княгиня Ольга», автором которой стал Н. П. Шаховской.
Бруни не был единственным, кто обратился к образу княгини Ольги на рубеже XIX—XX веков. В то время повсеместным было романтическое увлечение древнерусской историей. Изображение Ольги встречается в работах многих известных мастеров, включая Виктора Михайловича Васнецова, Михаила Васильевича Нестерова и Николая Константиновича Рериха. Н. А. Бруни в отличие от других художников того периода, часто привносивших в образ княгини Ольги стилевую утончённость модерна, был более консервативен и придерживался традиционных академических форм.